# José Rodríguez (judoka)
José Rafael Rodríguez Carbonell (ur. 28 marca 1959) – kubański judoka. Srebrny medalista olimpijski z Moskwy.
Zawody w 1980 były jego jedynymi igrzyskami olimpijskimi. Walczył w kategorii do 60 kg (waga ekstralekka), w finale pokonał go Thierry Rey. Piąty na mistrzostwach świata w 1983; uczestnik zawodów w 1981 i 1987. Był medalistą mistrzostw kontynentu, dwukrotnym medalistą igrzyska panamerykańskich (złoto w 1983, brąz w 1987) i wielokrotnym medalistą mistrzostw Kuby, m.in. 10 razy zostawał mistrzem kraju seniorów.